# Afroleptomydas opacicinctus
Afroleptomydas opacicinctus är en tvåvingeart som beskrevs av Hesse 1969. Afroleptomydas opacicinctus ingår i släktet Afroleptomydas och familjen Mydidae. Inga underarter finns listade i Catalogue of Life.